# Чукотсько-коряцькі мови
Чукотсько-коряцькі мови — мовна група (або сім'я) в північно-східному Сибіру.
За думкою одних вчених, чукотсько-коряцькі мови споріднені з ітельменськими та складають з ними чукотсько-камчатську сім'ю, а за думкою інших, схожість обумовлена мовними контактами.

## Склад
Виділяються такі мови: чукотська; коряцька; керецька (†); алюторська.
Паланська та карагинська (†) зазвичай вважаються діалектами алюторської.
(†) — можливо зниклі.

## Лінгвістична характеристика

### Фонетичні особливості
За співвідношенням рефлексів приголосних -d- (-š-?) та -r- протиставляться: r-діалекти (чукотська);
j-діалекти зі свистячими та шиплячими рефлексами (апукинська, ітканська, каменська, керецька, паланська, чавчувенська);
діалекти -t-//-r-, що зберегли різницю приголосних (алюторська, карагинська, паланська).
Характерною особливістю більшості чукотсько-камчатських мов є сингармонізм по підйому (розширення у > о, і > е, е > а): найпослідовніше представлений в чукотській, потім в паланській, карагинській, коряцькій, практично втрачений у власне алюторській, відсутній в керецькій (компенсується акцентною гармонією, що полягає в чергуванні акцентно виділених та нейтральних складів).

### Граматичні особливості
Широко розповсюджена префіксація, яка загалом для інших сімей ареалу не властива (окрім ітельменських).
Прикметники та прислівники як самостійні категорії в чукотсько-камчатських мовах відсутні.
Категорія граматичного роду відсутня, але виділяються два-три класи активності, що виявляються за співвідношенням відмінково-числових форм, а також дієслівним  узгодженням:
- неактивний — позначення предметів та тварин;
- середньоактивний — позначення людей;

високоактивний — власні імена та клички тварин, назви осіб найближчого оточення.
У назв осіб існують категорія особистості в різноманітних  розрядах слів (таких, як числівники, предикативи і т. д.).
Можливе вживання назв тварин в другому класі та в третьому (при уособленні).
В неактивному класі також протиставляться назви предметів та тварин, що виявляється у відносних і присвійних конструкціях та поєднаннях з дієсловами. Тобто можливо, фактично, стверджувати про існування чотирьох класів активності.
Три стратегії актантного кодування: номінативна; ергативна; інкорпорація + пермутативна (антипасивна).